# Dūrījān
Dūrījān (persiska: دوريجان, دوری جان) är en ort i Iran.   Den ligger i provinsen Hamadan, i den nordvästra delen av landet, 300 km sydväst om huvudstaden Teheran. Dūrījān ligger 1 653 meter över havet och antalet invånare är 371.
Terrängen runt Dūrījān är kuperad åt sydväst, men åt nordost är den platt.Runt Dūrījān är det ganska tätbefolkat, med 104 invånare per kvadratkilometer. Närmaste större samhälle är Nahāvand, 16,5 km sydväst om Dūrījān. Trakten runt Dūrījān består i huvudsak av gräsmarker.